# 恋するプリテンダー
『恋するプリテンダー』（こいするプリテンダー、Anyone but You）は2023年のアメリカ合衆国のロマンティック・コメディ映画である。監督はウィル・グラック、主演はシドニー・スウィーニーとグレン・パウエルが務めた。本作はウィリアム・シェイクスピアの戯曲『空騒ぎ』から大きな影響を受けている。

## ストーリー
ボストン大学のロースクールに通うビーは、エリート金融マンのベンと偶然出会い、そのまま彼のアパートで一夜を共にした。ところが、翌朝、ビーはベンを起こさないままアパートを立ち去ってしまう。これが原因で話がこじれてしまい、2人の恋はあっけなく終わりを迎えた。
それからしばらくして、ビーはシドニーで行われる姉（ハル）の結婚式に出席することになった。ビーが飛行機に乗っていると、近くに座っていたベンに話しかけられた。最悪なことに、ベンもまた同じ結婚式に出席することになっていたのである。
結婚式の会場にはビーの元婚約者（ジョナサン）とベンの元恋人（マーガレット）の姿もあった。ビーの両親は娘とジョナサンの復縁を願っており、お節介にも手をまわしてきた。そこで、ビーは「自分と恋人になったふりをしてくれないか」とベンに頼んだ。ベンはマーガレットの気を引いて復縁するには好都合だと思い、ビーの頼みに応じることにした。
本作は2人の偽りの恋が本物に変化していく様子を描き出す。

## キャスト
※括弧内は日本語吹替。
- ビー：シドニー・スウィーニー（潘めぐみ）
- ベン：グレン・パウエル（笠間淳）
- クローディア：アレクサンドラ・シップ（國府咲月）
- ピート：ガタ（英語版）（江頭宏哉）
- ハリー：ハドリー・ロビンソン（英語版）（鳥越まあや）
- キャロル：ミシェル・ハード（英語版）（反町有里）
- レオ：ダーモット・マローニー（西垣俊作）
- ジョナサン：ダレン・バーネット（福西勝也）
- ロジャー：ブライアン・ブラウン（大下昌之）
- イニー：レイチェル・グリフィス（所河ひとみ）
- マーガレット：チャーリー・フレイザー（英語版）（坂本悠里[6]）
- ボー：ジョー・デヴィッドソン（左座翔丸）

## 製作
2023年1月11日、ウィル・グラック監督の新作映画にシドニー・スウィーニーとグレン・パウエルが出演することになったと報じられた。2月、アレクサンドラ・シップ、ミシェル・ハード、ブライアン・ブラウン、ダレン・バーネット、ハドリー・ロビンソンの出演が決まった。3月、ダーモット・マローニー、レイチェル・グリフィス、ガタがキャスト入りした。

### 撮影・音楽
2023年2月、本作の主要撮影がオーストラリアのニューサウスウェールズ州で始まった。なお、ヘリコプターを使用したシーンの撮影中、機材トラブルのために緊急着陸を余儀なくされるという一件があった。12月5日、エスティ・ハイムとクリストファー・ストレイシーが本作で使用される楽曲を手掛けるとの報道があった。22日、マディソン・ゲート・レコーズが本作のサウンドトラックを発売した。

## 公開・マーケティング・興行収入
2023年10月19日、本作のティーザー・トレイラーが公開された。11月16日、本作のオフィシャル・トレイラーが公開された。12月11日、本作はニューヨークでプレミア上映された。22日、本作は全米3055館で封切られ、公開初週末に600万ドルを稼ぎ出し、週末興行収入ランキング初登場4位となった。

## 評価
本作に対する批評家の評価は平凡なものに留まっている。映画批評集積サイトのRotten Tomatoesには103件のレビューがあり、批評家支持率は55%、平均点は10点満点で5.6点となっている。サイト側による批評家の見解の要約は「ストーリーにウィットが足りないが、演出は巧みで、主演2人は物凄く好感度が高い。娯楽作品として見るならば、『恋するプリテンダー』はまずまずの出来であろう。」となっている。また、Metacriticには26件のレビューがあり、加重平均値は52/100となっている。なお、本作のCinemaScoreはB+となっている。

## Blu-ray/DVD
- 『恋するプリテンダー』Blu-ray+DVDセット (2024年12月4日発売)